# اعتصاب سراسری ونزوئلا (۲۰۰۲-۲۰۰۳)
اعتصاب سراسری ونزوئلا در سال‌های ۲۰۰۲ تا ۲۰۰۳ تلاشی از جانب ونزوئلایی‌های مخالف با رئیس‌جمهور هوگو چاوز بود تا انتخابات ریاست جمهوری دیگری برگزار کنند.
این اعتصاب از ماه دسامبر ۲۰۰۲ آغاز شد و تا فوریه ۲۰۰۳ ادامه داشت (حدود ۲ ماه). دولت بیش از ۱۸۰۰۰ کارمند پترولئوس دی ونزوئلا (به‌اختصار: PDVSA) یا شرکت نفت ونزوئلا، که یک شرکت دولتی نفت و گاز ونزوئلا است را به دلیل «ترک فعل» در جریان اعتصاب اخراج کرد و حکم بازداشت سران گروه‌های اعتصابی صادر شد.
تأثیر اصلی اعتصاب، توقف و اخلال در صنعت نفت بود، به ویژه در پترولئوس دی ونزوئلا، که بزرگ‌ترین بخش صادرات ونزوئلا را تأمین می‌کند.
قبل از این اعتصاب، تلاش‌هایی برای کودتا در آوریل ۲۰۰۲ و یک اعتصاب یک روزه در اکتبر ۲۰۰۲ نیز صورت گرفت.

## شکل‌گیری
پس از کودتای آوریل، درگیری در بقیه سال ۲۰۰۲ ادامه یافت. در ۱۴ اوت دادگاه عالی دادگستری چهار افسر نظامی را که در کودتای آوریل دخیل بودند تبرئه کرد. این امر زمینه را برای اقدامات بیشتر ارتش فراهم کرد.

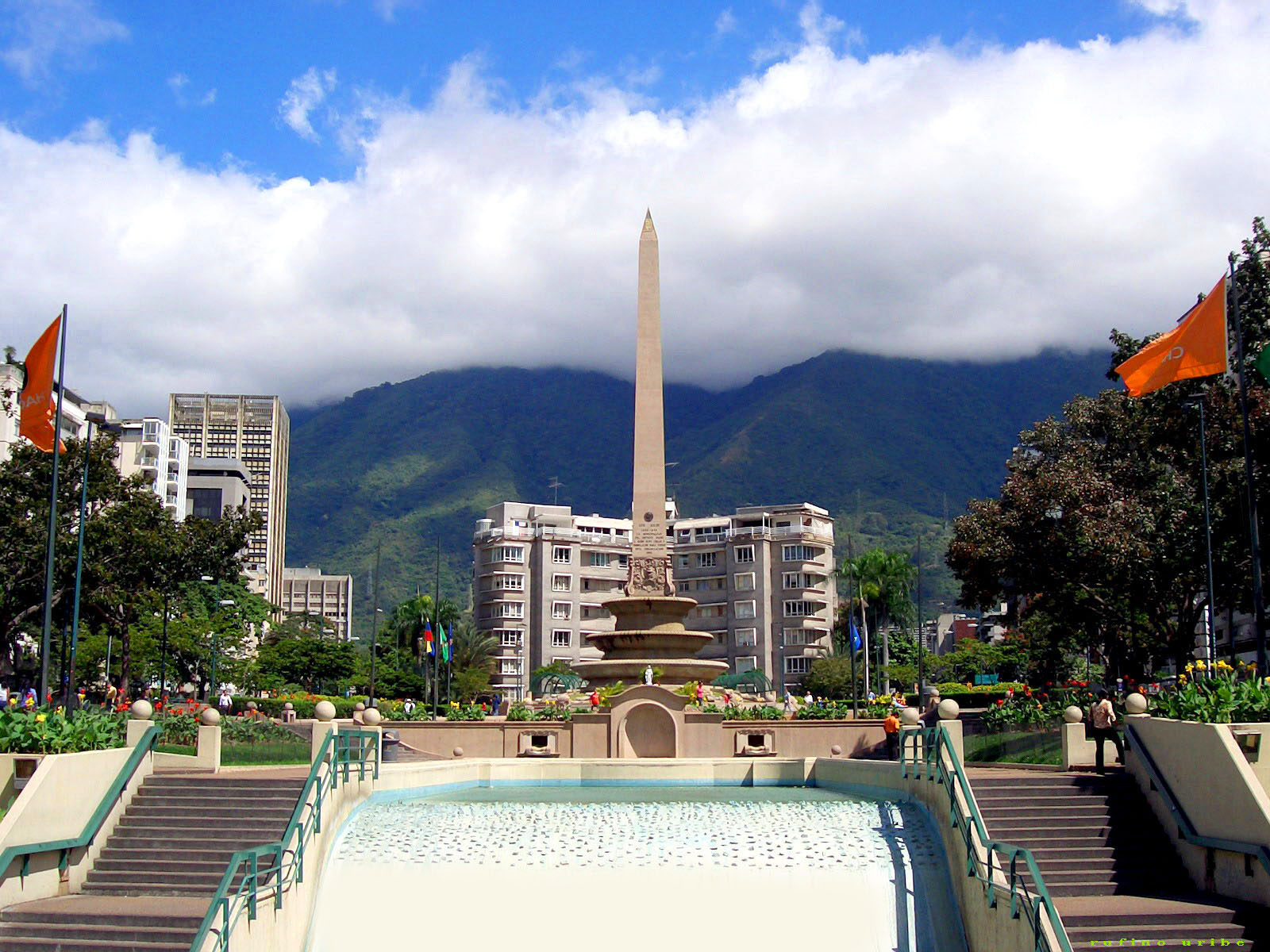
پلازا فرانسیا در آلتامیرا

در ۲۱ اکتبر یک اعتصاب سراسری یک روزه (دو اعتصاب سراسری در دسامبر ۲۰۰۱ و در آوریل 2002) با هدف اجبار به استعفای چاوز یا حداقل اعلام انتخابات جدید برگزار شد. در ۲۲ اکتبر ۱۴ نفر از افسران نظامی که به دلیل شرکت در کودتا تعلیق شده بودند، به رهبری ژنرال انریکه مدینا گومز، پلازا فرانسیا در آلتامیرا، محله شرقی کاراکاس را اشغال کردند و آن را «سرزمینی آزاد شده» اعلام کردند. آنها گفتند تا زمانی که چاوز استعفا ندهد، آنجا را ترک نخواهند کرد و از همکاران خود در ارتش خواستند تا علیه دولت قیام کنند.
در اوایل نوامبر، یک درگیری بزرگ بین دولت و معترضان در مرکز شهر کاراکاس روی داد. و در اواسط همان ماه، تیراندازی‌هایی صورت گرفت که منجر به کشته شدن سه نفر در میدان بولیوار کاراکاس بین پلیس متروپولیتن و گارد ملی شد.

## اعتصاب مراکز نفتی

### شروع
هماهنگ‌کننده دموکراتیک، به رهبری فدراسیون تجاری ونزوئلا و فدراسیون اتحادیه‌های کارگری (CTV)، خواستار چهارمین اعتصاب شد، که جدی‌ترین اعتصاب بود و به عنوان اعتصاب نفتی ونزوئلا در سال ۲۰۰۲–۲۰۰۳ شناخته می‌شود، که در ۲ دسامبر ۲۰۰۲ آغاز شد. معترضان همچنین روز ۴ دسامبر را روز فراخوان - همه‌پرسی - دادخواست - جمع‌آوری امضاء نامیدند. در ۴ دسامبر، کاپیتان نفتکش بزرگ پیلین لئون، که بعداً به نام ملکه زیبایی نامگذاری شد، در کانال کشتیرانی دریاچه ماراکایبو لنگر انداخت و از حرکت خودداری کرد. بقیه ناوگان متشکل از ۱۳ کشتی مربوط به پترولئوس دی ونزوئلا به سرعت به‌طور مشابه لنگر انداختند. در همین حین مدیریت پترولئوس دی ونزوئلا نیز استعفا داد، که این امر به‌طور مؤثر صنعت نفت ونزوئلا را فلج کرد.
با وجود توقف تولید شرکت نفتی پترولئوس دی ونزوئلا بسیاری از کارگران پایین رده و میان رده شرکت اعتصاب را نادیده گرفتند و در محل کار حاضر شدند. اما برخلاف اعتصابات قبلی، این اعتصاب نفتی نه تنها شامل مدیریت پترولئوس دی ونزوئلا، بلکه بخش قابل توجهی از کارکنان عملیاتی آن، از جمله تقریباً همه ناخداهای ناوگان دریایی آن بود. که در نتیجه در عرض چند روز شرکت فلج شد.
تولید شرکت پترولئوس دی ونزوئلا به سرعت به یک سوم حالت عادی کاهش یافت. در نتیجه ونزوئلا مجبور شد برای انجام تعهدات خارجی خود واردات نفت را آغاز کند. و در داخل کشور، با بسته شدن بسیاری از پمپ بنزین‌ها و صف‌های طولانی در پمپ بنزین‌های فعال بنزین برای خودروها تقریباً غیرقابل دسترس شد.

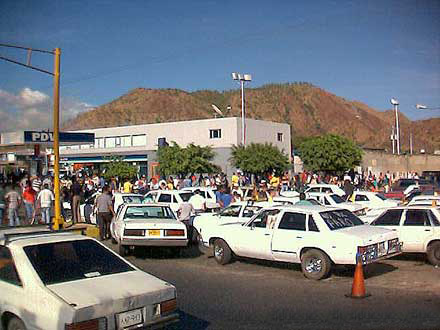
صف‌های طولانی خودروها در پمپ بنزین، ۱۰ دسامبر ۲۰۰۲

### اعتصاب نامحدود
در هفته‌های اول اعتصاب، راهپیمایی‌های بزرگی به نفع و ضد چاوز برگزار شد. در ۶ دسامبر یک راننده تاکسی پرتغالی به نام جوآئو دی گویا در میدان آلتامیرا سه نفر را کشت و ۲۸ نفر را مجروح کرد. معترضان چاوز را مقصر می‌دانستند و این قتل‌ها اعتراض مخالفان را انرژی بخشید. در ۹ دسامبر، مخالفان اعتصاب را به مدت نامحدود اعلام کردند و گفتند که تنها استعفای چاوز می‌تواند به آن پایان دهد.

### فروکش
در سال بعد، «کسب و کارهای کوچک و متوسط دوباره فعال شدند و اعتراف کردند که اعتصاب دارد به یک «ساعت خودکشی» تبدیل می‌شود که می‌تواند کسب‌وکار آنها را برای همیشه ورشکست کند. دولت نیز به تدریج کنترل پترولئوس دی ونزوئلا را دوباره برقرار کرد و تولید نفت تا آوریل ۲۰۰۳ به سطح قبل از اعتصاب رسید. The government gradually reestablished control over PDVSA, and oil production reached pre-strike levels by April 2003.

## عواقب
در پی این اعتصاب، دولت ۱۸۰۰۰ کارمند پترولئوس دی ونزوئلا، یعنی ۴۰ درصد از نیروی کار شرکت را به دلیل «ترک فعل» در طول اعتصاب اخراج کرد. حکم دستگیری رئیس فدراسیون تجاری ونزوئلا (کارلوس فرناندز) و رئیس فدراسیون اتحادیه‌های کارگری (کارلوس اورتگا) صادر شد. همچنین مشارکت در تلاش‌های دولت برای تأمین مواد غذایی و توزیع بنزین به ترتیب نقطه عطفی در کسب و کار تاجران برجسته یعنی ریکاردو فرناندز باروکو و ویلمر روپرتی بود.
پس از فروکش کردن اعتصاب و در فوریه ۲۰۰۳، هماهنگ‌کننده دموکراتیک تمایل بیشتری به شرکت در روند گفتگوی سازمان کشورهای آمریکایی (OAS) که پس از کودتای ۲۰۰۲ ونزوئلا راه اندازی شده بود، داشت. هماهنگ‌کننده دموکراتیک بر اساس ماده ۷۲ قانون اساسی ونزوئلا، برای برگزاری همه‌پرسی فشار آورد که سرانجام در ۲۳ مه ۲۰۰۳ مورد موافقت قرار گرفت و در اوت ۲۰۰۴ برگزار شد.
این اعتصاب پیامدهای اقتصادی مهمی را به همراه داشت. نرخ بیکاری که قبل و بعد از تعطیلی‌ها حدود ۱۵ درصد بود، در مارس ۲۰۰۳ به ۲۰٫۳ درصد رسید. حجم نفت خام تولیدی در سال ۲۰۰۳ نیز ۵ درصد کمتر از سال قبل بود. و حجم فرآورده‌های نفتی پالایش شده هم ۱۷ درصد کاهش یافته بود.
علاوه بر این، دگرگونی پترولئوس دی ونزوئلا پیامدهای سیاسی پایداری داشت و دولت را قادر ساخت تا از درآمدهای پترولئوس دی ونزوئلا برای پروژه‌های سیاسی مانند مأموریت‌های بولیواری مستقیماً استفاده کند.